# Gisela Stein (Literaturwissenschaftlerin)
Gisela Stein (geboren  27. Januar 1924 in Wien; gestorben 3. Juni 2005 in New York City) war eine US-amerikanische Germanistin und Literaturwissenschaftlerin.

## Leben
Gisela Stein stammte mütterlicherseits vom rabbinischen Gelehrten Saul Raphael Landau ab. 
Sie besuchte das Schwarzwald Realgymnasium in Wien, das 1938 nach dem Anschluss Österreichs von den Nationalsozialisten geschlossen wurde. Ende Mai 1939 emigrierte sie über Rotterdam in die USA. In Brooklyn absolvierte sie die High School. Sie machte 1945 einen B.A. und wurde 1951 an der New York University (NYU) in Deutscher Philologie promoviert. 1954 wurde sie Dozentin am Brooklyn College, wurde dort 1960 Assistant Professor und 1966 Associate Professor of Modern Languages and Comparative Literature. Sie unterrichtete auch am Vassar College und an der NYU. Stein forschte und publizierte zu Franz Grillparzer, Heinrich Böll und Hermann Hesse. Sie erhielt einen Ottendorfer Memorial Award für ihre Studie über Franz Grillparzer.
Gisela Stein heiratete 1966 den New Yorker Industriellen Edward A. Gross (gestorben 1985). Sie starb am 3. Juni 2005 in New York City und fand ihre letzte Ruhestätte auf dem Beth David Cemetery in Elmont (New York). Im Archiv des Center for Jewish History in New York befindet sich die umfangreiche Gisela Stein Collection mit zahlreichen Dokumenten zu Gisela Stein, ihrer Familie und ihrem Leben.

## Schriften
- The Inspiration Motif in the Life and Works of Franz Grillparzer. M. Nijhoff, Den Haag 1955 (englisch).
- (Hrsg.): Heinrich Böll: Aus unseren Tagen. Holt, Rinehart and Winston, New York 1960.
- (Bearb.): Hermann Hesse. Dichter und Weltbürger. Holt, Rinehart and Winston, New York 1961.